# لاكشمي (ممثلة)
لاكشمي هي ممثلة هندية، ولدت في 13 ديسمبر 1952 بتشيناي في الهند. من الجوائز التي نالتها جائزة فيلم فير جنوب وجوائز ناندي ‏ وNational Film Award for Best Actress in a Leading Role ‏.

## جوائز
- جائزة فيلم فير جنوب
- جوائز ناندي [الإنجليزية]‏
- National Film Award for Best Actress in a Leading Role [الإنجليزية]‏

## وصلات خارجية
- لاكشمي على موقع IMDb (الإنجليزية)
- لاكشمي على موقع قاعدة بيانات الفيلم (الإنجليزية)